# Enbise Sar Midir
Enbise Sar Midir est un des 105 woredas de la région Amhara, en Éthiopie.

## Origine du nom
Enbise est le nom d'un district historique d'Éthiopie mentionné pour la première fois au XVIe siècle.

## Situation
Situé dans la zone Misraq Godjam de la région Amhara, le woreda est bordé au sud par Enarj Enawga, à l'ouest par Goncha Siso Enese, au nord et à l'est par le Nil Bleu (ou rivière Abbay) qui le sépare des zones Debub Gondar et Debub Wollo.
En 2002, Enbise Sar Midir ainsi que trois autres woredas à proximité souffrent d'insécurité alimentaire chronique en raison de la dégradation de leurs terres agricoles « extrêmement appauvries, déboisées et érodées ».

## Démographie
D'après le recensement national de 2007 réalisé par l'Agence centrale de statistique d'Ethiopie, le woreda compte 133 855 habitants, soit une augmentation de 23% par rapport au recensement de 1994. Environ 9% de la population est citadine. Avec une superficie de 1 075,05 km2, le woreda a une densité de population de 124,51 personnes par km2 ce qui est inférieur à la moyenne de la zone. La majorité des habitants (98,45%) déclare pratiquer le christianisme orthodoxe éthiopien tandis que 1,49% de la population se déclare musulmane.